# Wojciech Golla
Wojciech Golla (* 12. Januar 1992 in Złotów) ist ein polnischer Fußballspieler. Er spielt vorwiegend auf der Position des Innenverteidigers und steht seit der Saison 2022/23 beim ungarischen Erstligisten Puskás Akadémia FC unter Vertrag. Er ist vielfacher polnischer Jugendnationalspieler sowie einmaliger A-Nationalspieler.

## Karriere
Golla entstammt der Jugend von Sparta Złotów, von welcher er Anfang 2008 zu Lech Posen wechselte. Am 19. November 2008 kam er im Auswärtsspiel gegen GKS Bełchatów im Ekstraklasa Cup zu seinem ersten und einzigen Spiel in der Profimannschaft. Da er in den folgenden Jahren nur für die Reservemannschaften auflief, entschied er sich im Januar 2012 für den Transfer zu Pogoń Stettin. Zunächst noch im defensiven Mittelfeld zu Hause, begann er ab der Saison 2013/14 als Innenverteidiger in Erscheinung zu treten und spielte sich mit starken Leistungen in den Fokus der Nationalmannschaft. Seine erste Nominierung in den Kader der polnischen Fußballnationalmannschaft erhielt er für die Spiele gegen Norwegen und Moldau im Januar 2014. Sein Debüt feierte er am 20. Januar beim 1:0-Sieg gegen Moldau. Am 4. Juni 2015 unterschrieb Golla einen Zweijahresvertrag beim niederländischen Erstligisten NEC Nijmegen.